# Girard (Geòrgia)
Girard és una població dels Estats Units a l'estat de Geòrgia. Segons el cens del 2000 tenia 227 habitants.

## Demografia
Segons el cens del 2000, Girard tenia 227 habitants, 84 habitatges, i 54 famílies. La densitat de població era de 27,5 habitants/km².
Dels 84 habitatges en un 39,3% hi vivien nens de menys de 18 anys, en un 40,5% hi vivien parelles casades, en un 22,6% dones solteres, i en un 35,7% no eren unitats familiars. En el 33,3% dels habitatges hi vivien persones soles el 13,1% de les quals corresponia a persones de 65 anys o més que vivien soles. El nombre mitjà de persones vivint en cada habitatge era de 2,7 i el nombre mitjà de persones que vivien en cada família era de 3,57.
Per edats la població es repartia de la següent manera: un 33% tenia menys de 18 anys, un 11,5% entre 18 i 24, un 24,7% entre 25 i 44, un 19,4% de 45 a 60 i un 11,5% 65 anys o més.
L'edat mediana era de 29 anys. Per cada 100 dones de 18 o més anys hi havia 97,4 homes.
La renda mediana per habitatge era de 22.857 $ i la renda mediana per família de 29.583 $. Els homes tenien una renda mediana de 33.750 $ mentre que les dones 17.292 $. La renda per capita de la població era de 9.600 $. Entorn del 24,6% de les famílies i el 34,4% de la població estaven per davall del llindar de pobresa.

## Poblacions properes
El següent diagrama mostra les poblacions més properes.